# Macaca fuscata
El macaco japonés o macaco de cara roja (Macaca fuscata) es una especie de primate catarrino de la familia Cercopithecidae. Es el primate que vive más al norte con la excepción del ser humano. Se encuentra en los bosques y montañas de las islas japonesas y alguna de las islas Ryukyu. Existe además una población introducida en Laredo (Texas) que vive en libertad desde 1972.

## Descripción
Este macaco japonés es el único mono nativo de Japón (el macaco de Formosa, presente en el sur del país, es una especie introducida), por lo que se encuentra bien adaptado al clima frío que impera en gran parte del archipiélago durante el invierno (registrándose temperaturas de hasta -15 °C). Está recubierto de un espeso y lanoso manto de pelo pardo-grisáceo en todo el cuerpo, con la excepción de la cara, nalgas, palma de las manos y pies. En estos lugares se agolpan numerosos vasos sanguíneos con el fin de mantener el calor, lo que les da un característico color rojo, sobre todo en la cara. La cola es muy corta (8-12 cm) y difícil de ver a simple vista cuando el pelo crece y se espesa de cara al invierno. El resto del cuerpo mide de 50 a 95 cm, siendo los machos más grandes que las hembras. Los primeros alcanzan los 14 kg de peso máximo, mientras que las hembras rondan los 5 kilos y medio.

## Comportamiento

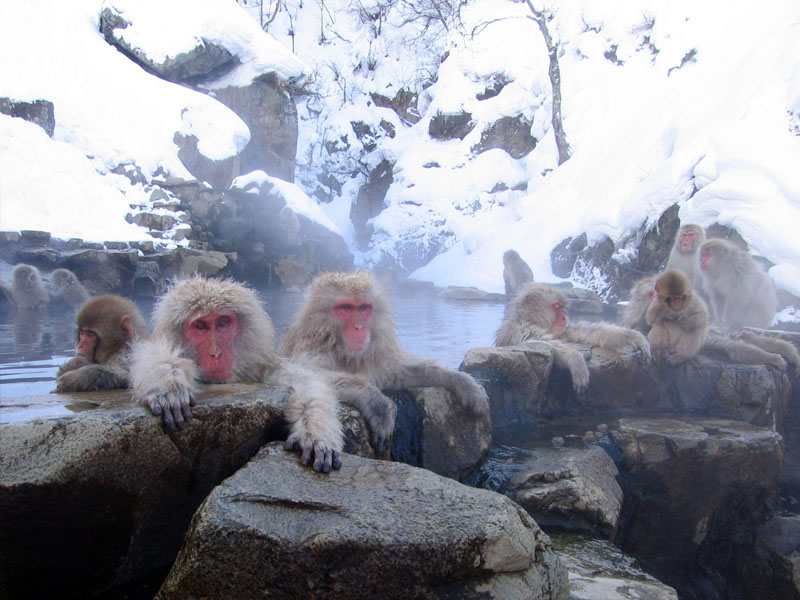
Grupo de macacos japoneses calentándose en una fuente termal de la Prefectura de Nagano durante la parte más cruda del invierno

Los macacos japoneses son animales de hábitos diurnos y fuertemente sociales. Viven en grupos de 40 a 200 individuos que pueden estar emparentados entre sí o no, y en casos excepcionales (sobre todo en invierno) pueden llegar a juntarse hasta 600 macacos en una misma área de varios cientos de kilómetros cuadrados. El control de los grupos corresponde a los machos, entre los que sobresale un líder que reclama la posición en el centro de la manada. Conforme se va alejando del centro de las aglomeraciones, los machos tienen una posición menor en la jerarquía y están expuestos a mayores peligros, como el ataque de las bandas de macacos rivales. Las hembras, ajenas a este sistema, cuentan con una jerarquía propia que se transmite de generación en generación.
Las relaciones entre miembros del mismo sexo son frecuentes, aunque las tasas varían entre los distintos grupos. Las hembras entablan relaciones caracterizadas por afectuosas actividades sociales y sexuales. En algunos grupos hasta la cuarta parte de las hembras forma tales vínculos, cuya duración varía entre unos días y algunas semanas. A menudo, el fruto de estas relaciones son amistades fuertes y duraderas. Los machos también tienen relaciones sexuales entre sí, por lo general con varias parejas coetáneas. Las actividades asociadas a estas relaciones son de naturaleza afectuosa y juguetona.

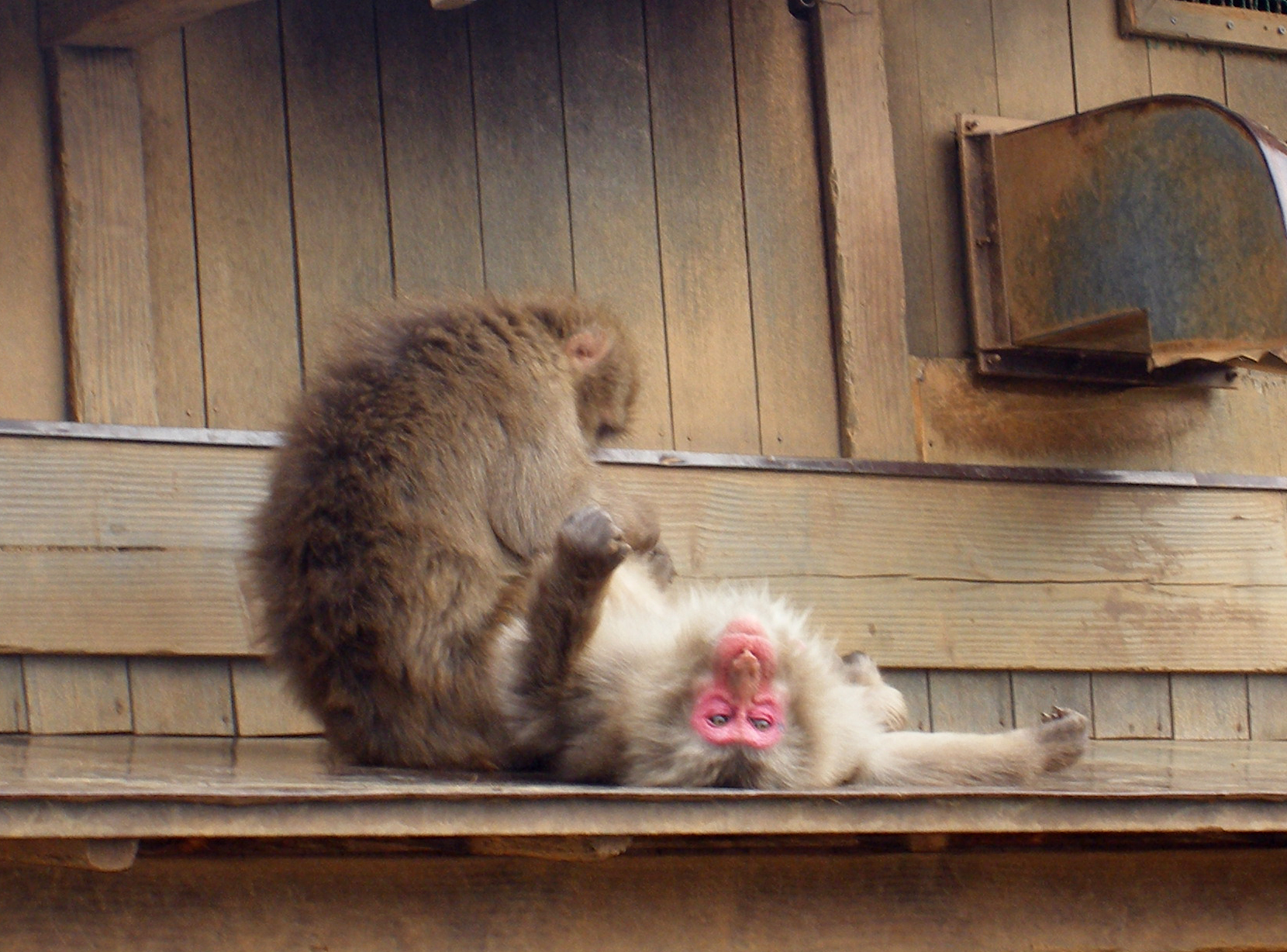
Macaco japonés en el parque de Itawayama (cerca de Nagano, Japón), en abril

Los monos que están emparentados entre sí se relacionan a menudo desparasitándose unos a otros y compartiendo comida. Las crías (generalmente una por parto, raramente dos) nacen tras 173 días de gestación y son cuidadas tanto por el padre como por la madre, aunque es esta última la que se hace cargo de su aprendizaje. Si la madre muere o abandona a su cría (algo no raro en las madres primerizas), la cría es adoptada por otra hembra emparentada que la acoge como propia. Los macacos japoneses pueden llegar a vivir 33 años.
Los macacos japoneses están considerados entre los monos más inteligentes. Con el fin de sobrevivir a los crudos inviernos del centro de Japón, localizan fuentes termales de agua caliente y se sumergen en ellas el tiempo que sea necesario. Han sido profundamente estudiados por los etólogos desde mediados del siglo XX, lo que ha proporcionado importantes avances en el campo del aprendizaje animal. En este aspecto destacan los experimentos realizados sobre los famosos macacos de la isla de Koshima por el Japan Monkey Center. Comenzaron en 1952, cuando se dio una batata a una hembra de año y medio que la mojó por accidente en el mar. Al probarla después, no sólo la encontró limpia, sino también más sabrosa gracias a la sal marina. A partir de entonces comenzó a lavar todas las batatas que encontraba antes de comerlas, y pronto comenzaron a imitarla otras hembras de la colonia. Los machos, en cambio, se mantuvieron ajenos a este fenómeno. Posteriormente, las crías aprendieron a lavar el alimento de sus madres y al cabo de unos años, tras el relevo generacional, la conducta de lavar patatas (y posteriormente, también granos de trigo) ya estaba presente en todos los individuos de la colonia, tanto machos como hembras. Algunos ejemplares abandonaron la isla a nado posteriormente y se unieron a otros grupos, donde podrían haber llevado esta nueva cultura con ellos.

## Hábitat

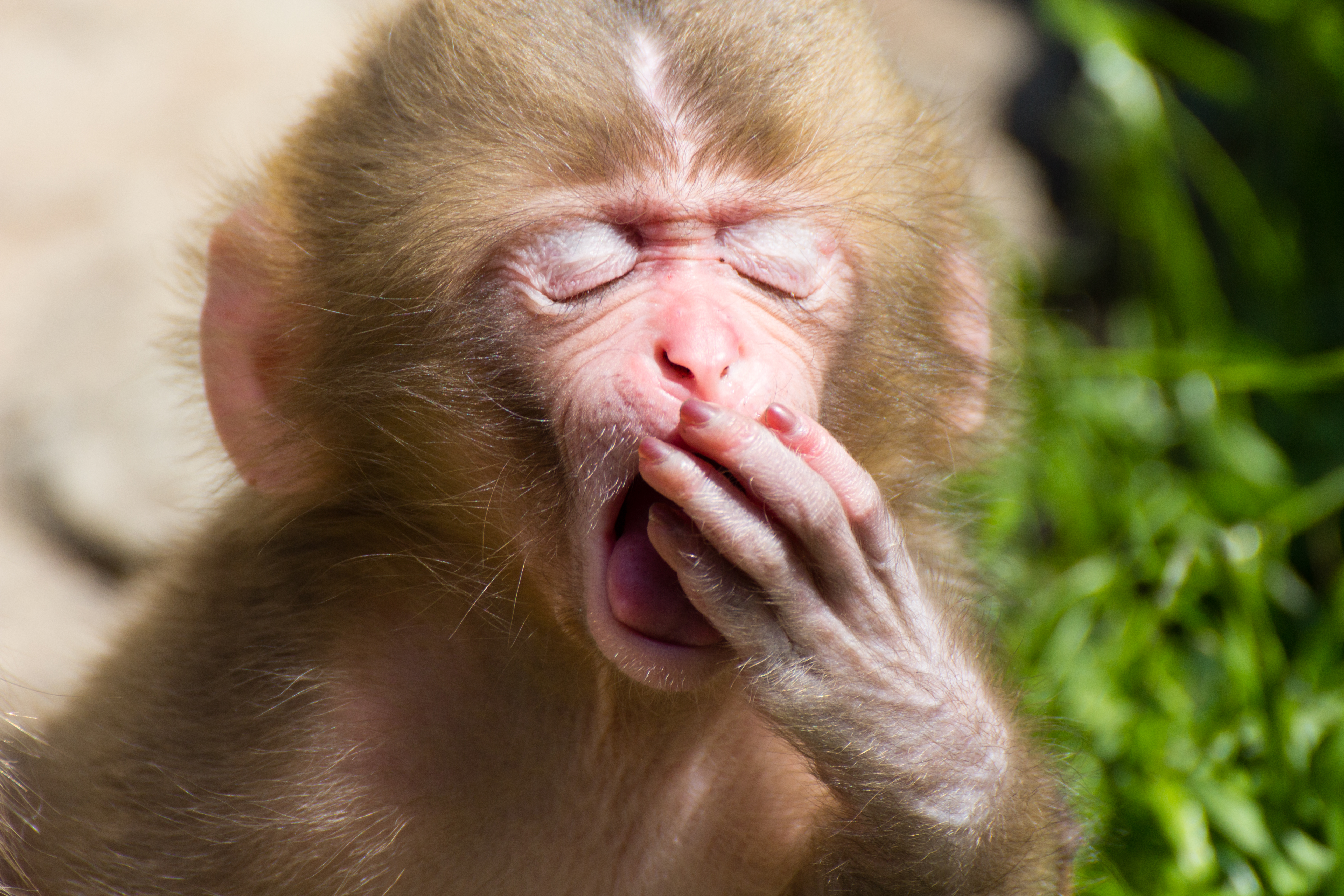
Macaco japonés joven bostezando en el Parque de monos Jigokudani, Nagano, Japón.

Aunque de hábitos predominantemente terrestres, los macacos japoneses viven siempre en zonas donde crezcan árboles, sean del tipo que sean. Habitan por igual en bosques subtropicales, caducifolios y de coníferas, incluyendo los bosques subalpinos hasta los 1500 metros de altitud. En las zonas costeras se adentra en el mar y nada durante cortas distancias hasta que llega a un nuevo lugar donde instalarse. Gracias a esta capacidad, no muy común entre los primates, el macaco japonés ha conseguido colonizar un gran número de islas en todo Japón.
Los macacos japoneses son omnívoros, comiendo todo tipo de frutos, cortezas de árboles, raíces, semillas, hojas verdes y maduras, brotes, flores con su néctar, cereales, hongos, pequeños invertebrados y huevos de aves. En la actualidad carecen de depredadores, ya que el pequeño lobo endémico de Japón fue exterminado a principios del siglo XX, del lobo japonés existían dos subespecies conocidas; el lobo de Hokkaido (Canis lupus hattai), extinto desde 1889 y el lobo de Honshu (Canis lupus hodophilax), extinto desde 1905. Esto contribuye a la multiplicación de su número, aunque ésta sería mayor de no ser por la continua pérdida de su hábitat natural causada por los humanos. Salvando la deforestación de los bosques que sigue al imparable proceso de urbanización japonés, los humanos no representan un peligro para los macacos. Al contrario, esta especie es enormemente popular en el país, donde se la considera tan graciosa como respetable. El macaco japonés tiene también su papel en varios mitos sintoístas y budistas.